# تاکایا اینوی
تاکایا اینوی (انگلیسی: Takaya Inui؛ زادهٔ ۱۲ مهٔ ۱۹۹۶) بازیکن فوتبال اهل ژاپن است.
از باشگاه‌هایی که در آن بازی کرده‌است می‌توان به باشگاه فوتبال جف یونایتد ایچیهارا چیبا اشاره کرد.